# カヤオ地震
カヤオ地震（カヤオじしん、1687 Callao earthquake）は、1687年10月20日、現地時間5時30分頃にペルーのカヤオ沖で発生した超巨大地震。
推定のモーメントマグニチュード(Mw)は8.9。

## 概要
1687年10月20日、現地時間5時30分頃、ペルーのカヤオ沖を震央とするマグニチュード8.9の巨大地震が発生した。歴史地震であるため、マグニチュードは諸説あり、高い想定で8.9、低い想定で8.2である。ペルー沖にあるペルー・チリ海溝によって引き起こされた地震だと考えられている。
ペルー沿岸からチリ沿岸の多くの都市で強い揺れを観測し、巨大な津波も観測された。『肯山公綱村治家記録目録』によると、ペルーから遠く離れた日本の陸前国（現在の岩手県、宮城県）の塩竈市や琉球王国（現在の沖縄県）では50cmほどの津波を観測したという。推定でペルーで津波や建物の倒壊により大勢の人が亡くなった。ペルーの都市イカにあるイカ港では、少なくとも三隻の船が津波によって流され破壊されたという。